# Pam Shriver
Pamela Howard Shriver (Baltimore, 4 de Julho de 1962) é uma ex-tenista profissional estadunidense, conhecida por ser uma especialista em duplas.
Foi parceira de Zina Garrison na campanha olímpica vitoriosa de 1988, e de Martina Navratilova na WTA. Atualmente é comentarista da ESPN.

## Grand Slam finais

### Simples: 1 (0 título, 1 vice)
| Posição | Ano  | Campeonato | Piso | Oponente    | Placar   |
| ------- | ---- | ---------- | ---- | ----------- | -------- |
| Vice    | 1978 | US Open    | Duro | Chris Evert | 7–5, 6–4 |

### Duplas: 27 (21 títulos, 6 vices)
| Posição | Ano  | Campeonato          | Piso   | Parceira            | Oponentes                            | Placar           |
| ------- | ---- | ------------------- | ------ | ------------------- | ------------------------------------ | ---------------- |
| Vice    | 1980 | US Open             | Duro   | Betty Stove         | Billie Jean King Martina Navrátilová | 7-6, 7-5         |
| Vice    | 1981 | Aberto da Austrália | Grama  | Martina Navrátilová | Kathy Jordan Anne Smith              | 6–2, 7–5         |
| Campeã  | 1982 | Wimbledon           | Grama  | Martina Navratilova | Kathy Jordan Anne Smith              | 6–4, 6–1         |
| Campeã  | 1982 | Aberto da Austrália | Grama  | Martina Navratilova | Claudia Kohde-Kilsch Eva Pfaff       | 6–4, 6–2         |
| Campeã  | 1983 | Wimbledon           | Grama  | Martina Navratilova | Rosemary Casals Wendy Turnbull       | 6–2, 6–2         |
| Campeã  | 1983 | US Open             | Duro   | Martina Navratilova | Rosalyn Fairbank Candy Reynolds      | 6–7(4), 6–1, 6–3 |
| Campeã  | 1983 | Aberto da Austrália | Grama  | Martina Navratilova | Anne Hobbs Wendy Turnbull            | 6–4, 6–7, 6–2    |
| Campeã  | 1984 | Roland Garros       | Saibro | Martina Navratilova | Claudia Kohde-Kilsch Hana Mandlíková | 5–7, 6–3, 6–2    |
| Campeã  | 1984 | Wimbledon           | Grama  | Martina Navratilova | Kathy Jordan Anne Smith              | 6–3, 6–4         |
| Campeã  | 1984 | US Open             | Duro   | Martina Navratilova | Anne Hobbs Wendy Turnball            | 6–2, 6–4         |
| Campeã  | 1984 | Aberto da Austrália | Grama  | Martina Navratilova | Claudia Kohde-Kilsch Helena Suková   | 6–3, 6–4         |
| Campeã  | 1985 | Roland Garros       | Saibro | Martina Navratilova | Claudia Kohde-Kilsch Eva Pfaff       | 4–6, 6–2, 6–2    |
| Vice    | 1985 | Wimbledon           | Grass  | Martina Navratilova | Kathy Jordan Elizabeth Smylie        | 5–7, 6–3, 6–4    |
| Vice    | 1985 | US Open             | Hard   | Martina Navratilova | Claudia Kohde-Kilsch Helena Suková   | 6–7(5), 6–2, 6–3 |
| Campeã  | 1985 | Anerto da Austrália | Grama  | Martina Navratilova | Claudia Kohde-Kilsch Helena Suková   | 6–3, 6–4         |
| Campeã  | 1986 | Wimbledon           | Grama  | Martina Navratilova | Hana Mandlíková Wendy Turnbull       | 6–1, 6–3         |
| Campeã  | 1986 | US Open             | Duro   | Martina Navratilova | Hana Mandlíková Wendy Turnbull       | 5–7, 6–3, 6–2    |
| Campeã  | 1987 | Aberto da Austrália | Grama  | Martina Navratilova | Zina Garrison Lori McNeil            | 6–1, 6–0         |
| Campeã  | 1987 | Roland Garros       | Saibro | Martina Navratilova | Steffi Graf Gabriela Sabatini        | 6–2, 6–1         |
| Campeã  | 1987 | US Open             | Duro   | Martina Navratilova | Kathy Jordan Elizabeth Smylie        | 5–7, 6–4, 6–2    |
| Campeã  | 1988 | Aberto da Austrália | Duro   | Martina Navratilova | Chris Evert Wendy Turnbull           | 6–0, 7–5         |
| Campeã  | 1988 | Roland Garros       | Saibro | Martina Navratilova | Claudia Kohde-Kilsch Helena Suková   | 6–2, 7–5         |
| Campeã  | 1989 | Aberto da Austrália | Duro   | Martina Navratilova | Patty Fendick Jill Hetherington      | 3–6, 6–3, 6–2    |
| Vice    | 1989 | US Open             | Duro   | Mary Joe Fernandez  | Hana Mandlíková Martina Navratilova  | 5–7, 6–4, 6–4    |
| Campeã  | 1991 | US Open             | Duro   | Natasha Zvereva     | Jana Novotná Larisa Savchenko        | 6–4, 4–6, 7–6(5) |
| Vice    | 1993 | Aberto da Austrália | Duro   | Elizabeth Smylie    | Gigi Fernández Natasha Zvereva       | 6–4, 6–3         |

### Duplas Mistas: 1 (1 título, 0 vice)
| Posição | Ano  | Campeonato    | Piso   | Parceira       | Oponentes                    | Placar      |
| ------- | ---- | ------------- | ------ | -------------- | ---------------------------- | ----------- |
| Campeã  | 1987 | Roland Garros | Saibro | Emilio Sánchez | Lori McNeil Sherwood Stewart | 6–3, 7–6(4) |

## Olimpíadas

### Duplas: 1 (1 ouro)
| Posição | Ano  | Local | Piso | Parceira      | Oponentes                  | Placar         |
| ------- | ---- | ----- | ---- | ------------- | -------------------------- | -------------- |
| Ouro    | 1988 | Seul  | Duro | Zina Garrison | Jana Novotná Helena Suková | 4–6, 6–2, 10–8 |

## WTA finais

### Duplas: 10 (10 títulos, 0 vice)
| Posição | Ano        | Local         | Piso        | Parceira            | Oponentes                          | Placar              |
| ------- | ---------- | ------------- | ----------- | ------------------- | ---------------------------------- | ------------------- |
| Campeã  | 1981       | New York City | Carpete (I) | Martina Navrátilová | Barbara Potter Sharon Walsh        | 6–0, 7–6(6)         |
| Campeã  | 1982       | New York City | Carpete (I) | Martina Navratilova | Kathy Jordan Anne Smith            | 6–4, 6–3            |
| Campeã  | 1983       | New York City | Carpete (I) | Martina Navratilova | Claudia Kohde-Kilsch Eva Pfaff     | 7–5, 6–2            |
| Campeã  | 1984       | New York City | Carpete (I) | Martina Navratilova | Jo Durie Ann Kiyomura              | 6–3, 6–1            |
| Campeã  | 1985       | New York City | Carpete (I) | Martina Navratilova | Claudia Kohde-Kilsch Helena Suková | 6–7(4), 6–4, 7–6(5) |
| Campeã  | 1986 (Nov) | New York City | Carpete (I) | Martina Navratilova | Claudia Kohde-Kilsch Helena Suková | 1–6, 6–1, 6–1       |
| Campeã  | 1987       | New York City | Carpete (I) | Martina Navratilova | Claudia Kohde-Kilsch Helena Suková | 6–1, 6–1            |
| Campeã  | 1988       | New York City | Carpete (I) | Martina Navratilova | Larisa Savchenko Natalia Zvereva   | 6–3, 6–4            |
| Campeã  | 1989       | New York City | Carpete (I) | Martina Navratilova | Larisa Savchenko Natalia Zvereva   | 6–3, 6–2            |
| Campeã  | 1991       | New York City | Carpete (I) | Martina Navratilova | Gigi Fernández Jana Novotná        | 4–6, 7–5, 6–4       |